# San Sebastián de Mariquita
Pour les articles homonymes, voir Mariquita (homonymie).
San Sebastián de Mariquita, ou plus simplement Mariquita, est une municipalité colombienne située dans le département de Tolima.

## Démographie
Selon les données récoltées par le DANE lors du recensement de la population colombienne en 2005, Mariquita compte une population de 32 642 habitants.

## Culture et patrimoine

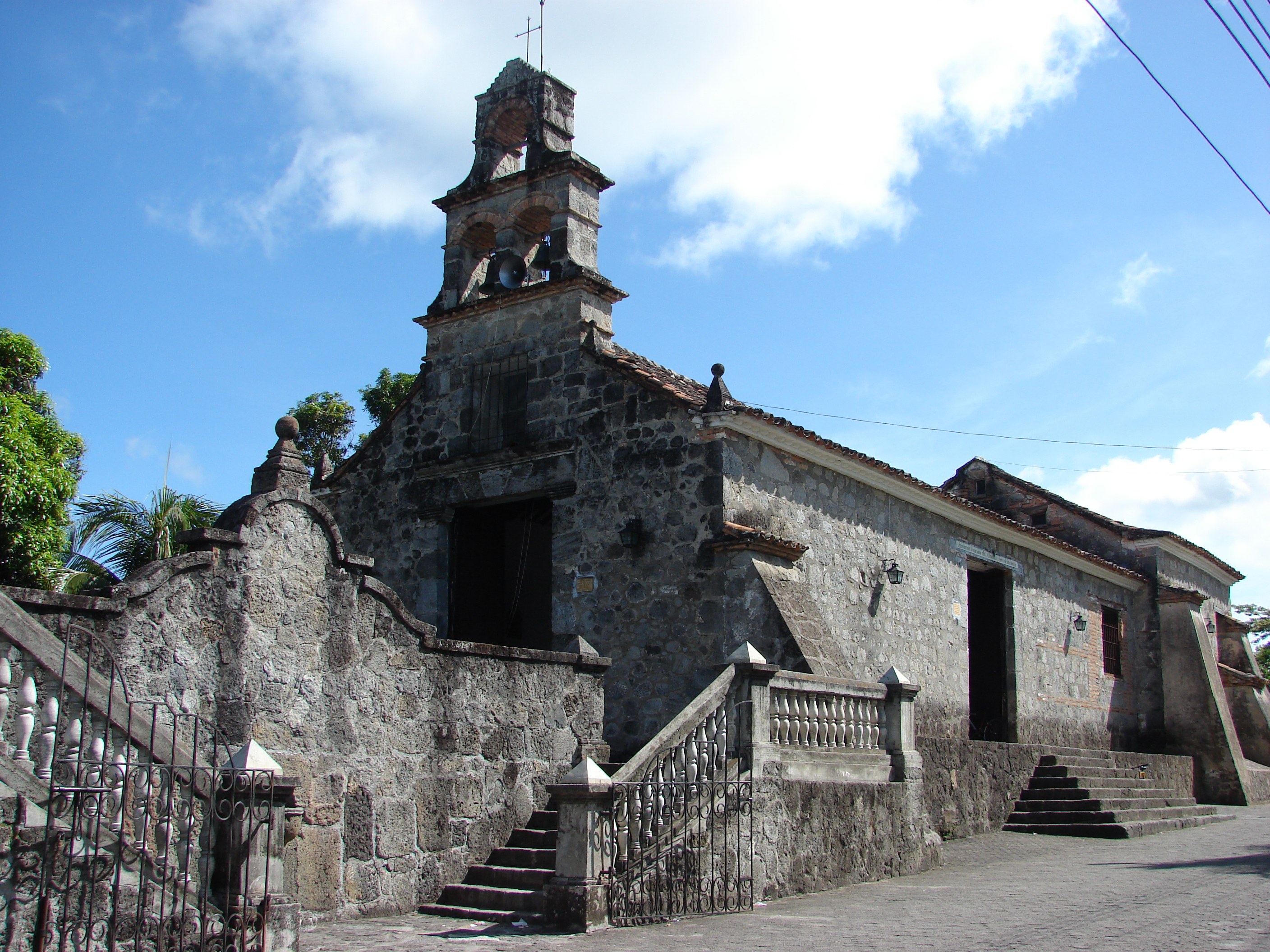
Iglesia de la Ermita, dans le vieux quartier de Marquita.

## Liste des maires
- 2012 - 2015 : Álvaro Bohórquez Osma
- 2016 - 2019 : Alejandro Galindo Rincón
- 2020 - 2023 : Juan Carlos Castaño Posada[2]